# Medvědárium (Pražský hrad)

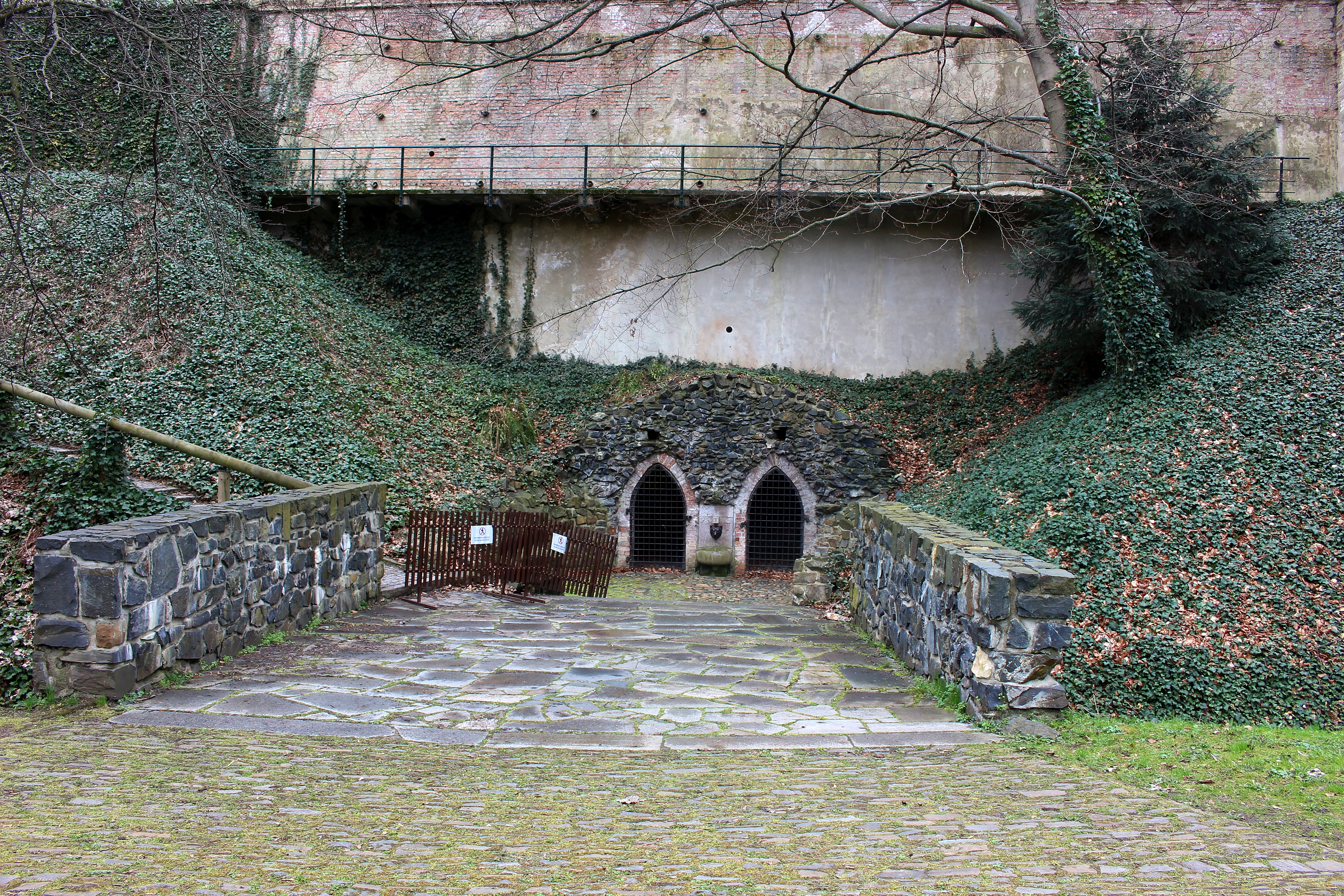
Kotce pro medvědy

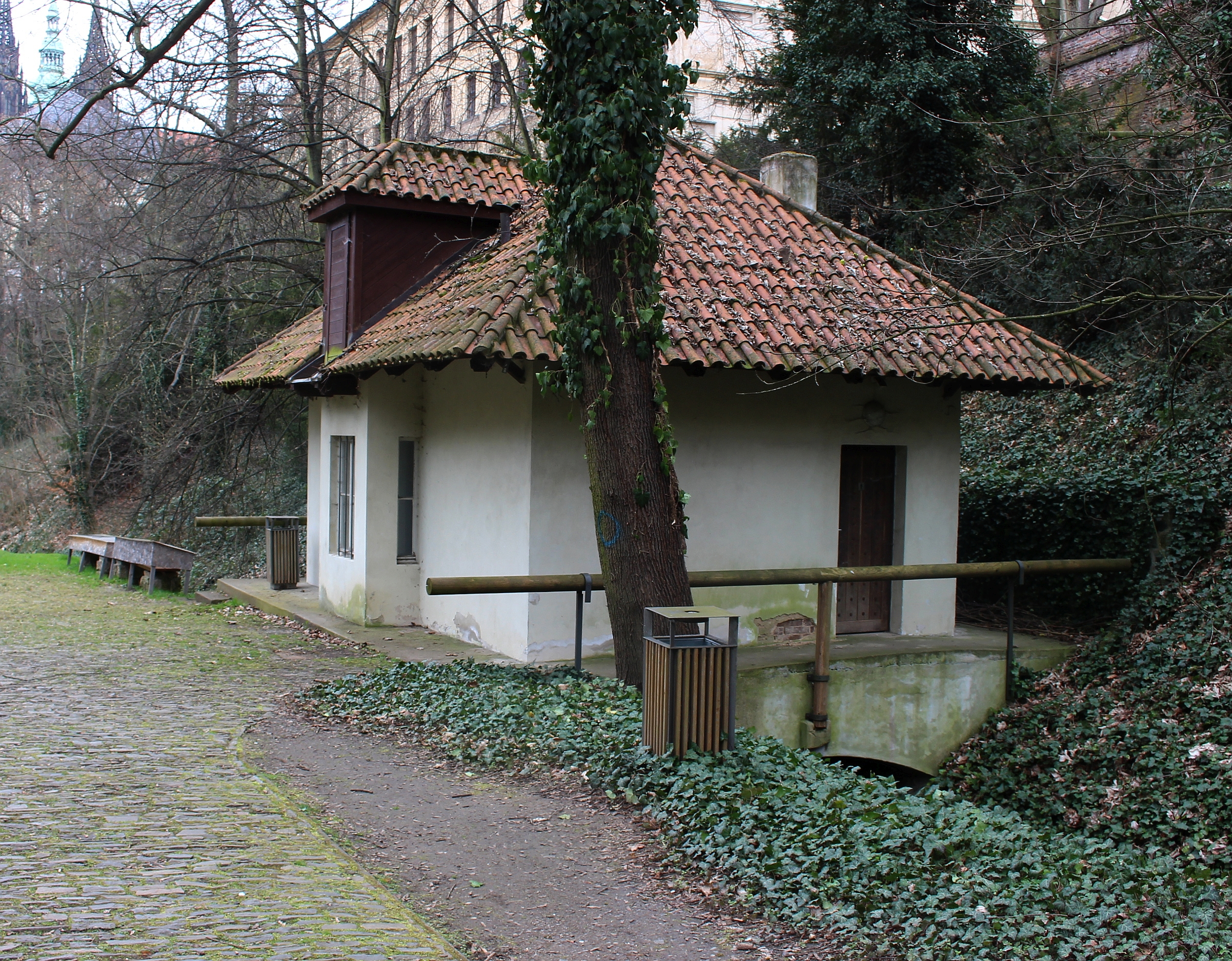
Domek medvědáře

Medvědárium se nacházelo v první polovině 20. století v severozápadní části areálu Pražského hradu ve svahu Jeleního příkopu přibližně pod Masarykovou vyhlídkou, zabudované pod severní hradby Pražského hradu . Dodnes jeho existenci připomíná domek medvědáře a zamřížované jeskyně, příležitostně užívané jako kotce.
Medvědárium dal vybudovat T. G. Masaryk, který dostal darem od legionářů v roce 1919 dva medvědy. Výběh byl ohraničen příkopem a valem. V letech 1951 a 1953 medvědi utekli a pokaždé těžce zranili zaměstnance Hradu. Poté medvědárium zaniklo.[zdroj?]
Proti domu medvědáře stojí v koniferech nějaký čas ztracená socha ponocného, kterou dostal T.G. Masaryk ke svým 75. narozeninám, když navštívil průmyslovou a hospodářskou výstavu v Jaroměři v roce 1925. Vytvořili ji pod vedením a dle modelu sochaře Franty Úprky absolventi a studenti Hořické sochařské školy. Socha je v poměrně dobrém stavu. Dříve stála uprostřed velké louky, kde po ní zbyl ještě pískovcový základ a velký kruh v trávě. Dobu normalizace nepřežila však Grotta s umělou zříceninou, kašnou (jezírkem) a dvojitým schodištěm, která byla v dobrém stavu přístupná ještě v roce 1969. Sloužila v těchto letech rovněž k odpočinku dobrovolným svatovítským zvoníkům (studentům a absolventům pražských vysokých škol) po mši a zvonění pro pana Františka Kardinála Tomáška ve významné církevní svátky.